# Hydra (rodzaj)

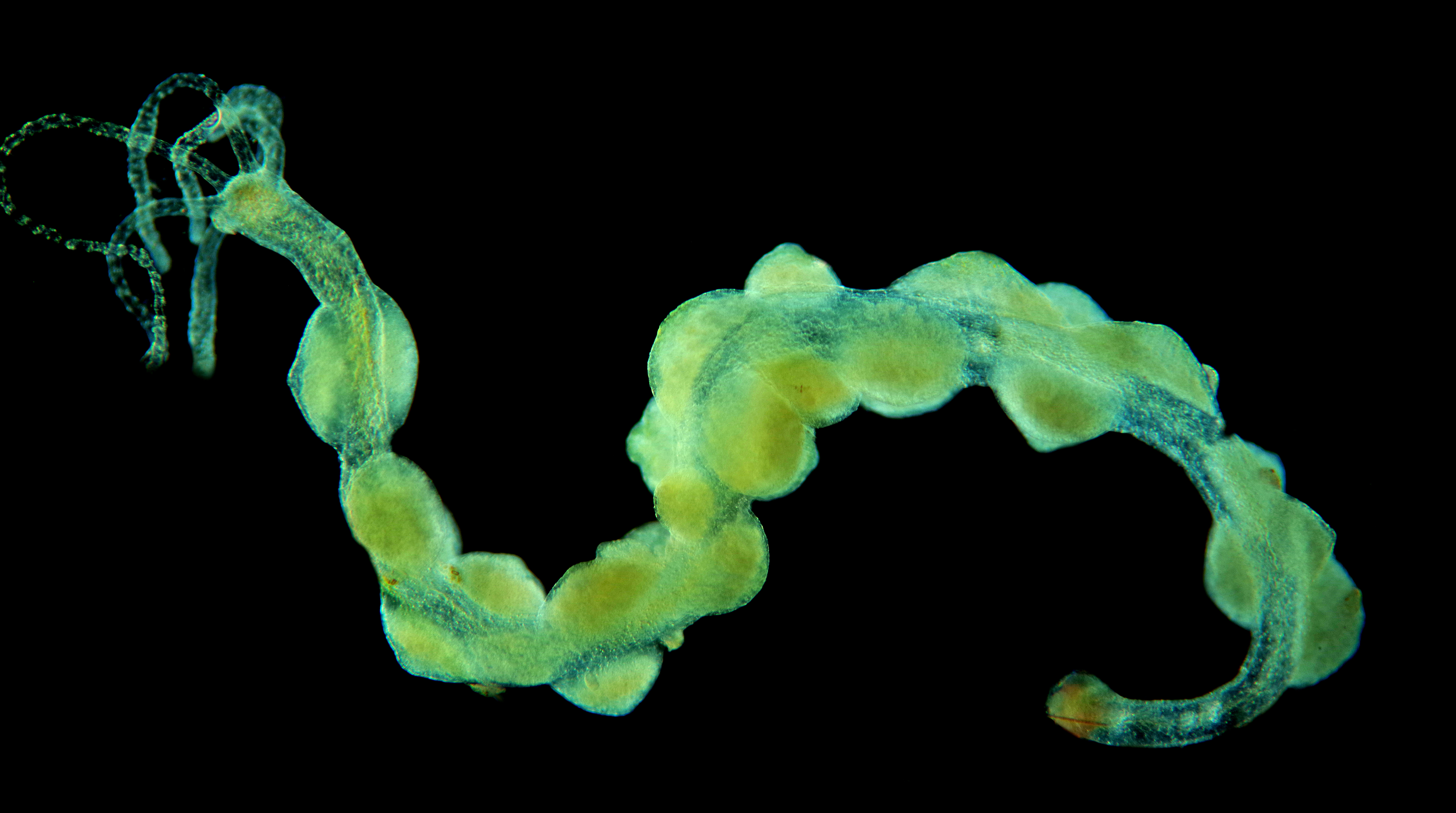
Stułbia z jądrami.

Hydra (stułbia) – rodzaj stułbiopławów (Hydrozoa) obejmujący około 30 gatunków, w tym występujące w Polsce:
- Hydra attenuata (Hydra vulgaris) – stułbia pospolita,
- Hydra circumcincta,
- Hydra oligactis (Pelmatohydra oligactis) – stułbia szara,
- Hydra oxycnida,
- Hydra stellata,
- Hydra viridis (Chlorohydra viridissima) – stułbia zielona.

Żyją w wodach słodkich, głównie w strefach przybrzeżnych jezior i wodach wolno płynących. Stułbia oddycha całą powierzchnią ciała. Występuje w postaci polipa. Jego ciało ma długość od kilku milimetrów do 3 cm. Żyje pojedynczo, przyczepiając się do podłoża za pomocą stopy. Polip ma kształt worka. W jego części dolnej wyróżnia się stopę, a w górnej otwór gębowy, pełniący jednocześnie funkcję otworu odbytowego. Wokół otworu gębowego występują ramiona, na których znajdują się komórki parzydełkowe zawierające płyn, za którego pomocą stułbie paraliżują schwytane drobne zwierzęta. Komórka parzydełkowa może być użyta tylko raz i zastąpiona jest zaraz następną.
Stułbie żywią się drobnymi skorupiakami, pierścienicami i larwami owadów.
Rozmnażają się bezpłciowo przez pączkowanie i płciowo. W dolnej części pojawiają się uwypuklenia, tworząc zgrubienie zwane pączkiem. Pączek ten rośnie i powstaje z niego nowa stułbia. Po pewnym czasie oddziela się od organizmu macierzystego i rozpoczyna samodzielne życie. Jest hermafrodytą.
Wyróżniają się też szczególną zdolnością odtwarzania uszkodzonych części ciała, dzięki czemu nigdy nie umierają śmiercią naturalną.

## Gatunki
- Hydra americana
- Hydra attenuata (Hydra vulgaris)
- Hydra canadensis
- Hydra carnea
- Hydra cauliculata
- Hydra circumcincta
- Hydra hymanae
- Hydra crasts
- Hydra littoralis
- Hydra magnipapillata
- Hydra minima
- Hydra oligactis
- Hydra oregona
- Hydra pseudoligactis
- Hydra rutgerensis
- Hydra utahensis
- Hydra viridis
- Hydra viridissima